# Essertines-sur-Rolle
Essertines-sur-Rolle je obec na jihozápadě Švýcarska v okrese Nyon v kantonu Vaud. Leží poblíž Ženevského jezera. Žije zde 721 obyvatel.

## Geografie

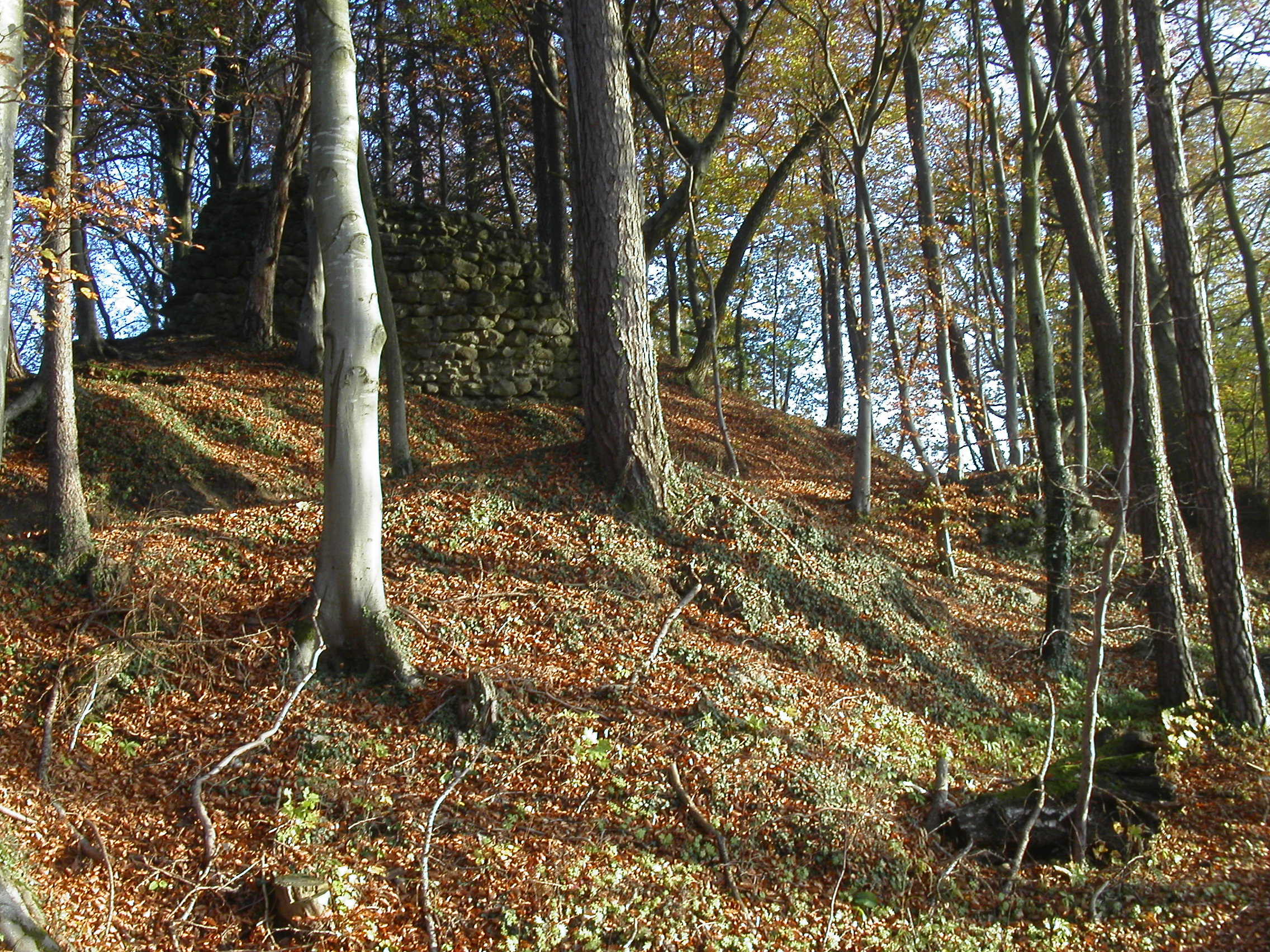
Lesní oblast Mont le Vieux

Essertines-sur-Rolle leží v nadmořské výšce 726 m, vzdušnou čarou 14 km severoseverovýchodně od okresního města Nyon. Zemědělská obec se rozkládá na mírně svažitém východním úbočí náhorní plošiny nad oblastí Vaud Côte, na jižním úpatí Jury, v oblasti vesnického potoka Ruisseau des Chaux.
Území obce o rozloze 6,9 km² zahrnuje část náhorní plošiny Jury a oblasti Vaud Côte. Horní část obce tvoří náhorní plošina obrácená k východu, která je odvodňována potoky Ruisseau des Chaux a Ruisseau des Rotières (částečně tvořícími severní hranici) do Aubonne. Na západě zasahuje území do lesa Le Saugey, kde se nachází nejvyšší bod Essertines-sur-Rolle ve výšce 896 m n. m. V severní části se nachází lesní porosty, které jsou součástí obce. Jižní hranice obce vede z větší části po okraji nad strmým svahem Côte (Les Bioles, 811 m n. m.). Úzký pás obce se táhne jižním směrem až k úpatí Côte Vaud a zahrnuje jeho strmý svah mezi potoky Le Flon na západě a Ruisseau de Famolens na východě. V roce 1997 tvořila 7 % rozlohy obce zastavěná plocha, 21 % lesy a lesní porosty a 72 % zemědělství.
Essertines-sur-Rolle zahrnuje osady Châtel (739 m n. m.), Bugnaux (599 m n. m.) na svazích Côte, Roussillon (492 m n. m.) východně od řeky Flon u Tartegnin a Creux du Mars (429 m n. m.) na úpatí Côte na potoce Flon, jakož i četné jednotlivé farmy. Sousedními obcemi jsou Mont-sur-Rolle, Tartegnin, Gilly, Burtigny, Saint-Oyens, Gimel a Aubonne.

## Historie

Oblast Essertines na snímku z roku 1930

Poblíž Bugnaux byly objeveny pozůstatky římské osady. Vesnice byla poprvé zmíněna v listině z roku 1152 pod názvem Essartinis a v roce 1250 se objevuje název Exertines. Název místa lze odvodit od slova exsartum, příčestí pozdně latinského slova exsarire („čistit“, „obdělávat“).
Ve středověku patřilo Essertines-sur-Rolle k panství Mont-le-Vieux, které vlastnili páni z Cossonay-Prangins. V roce 1293 se panství dostalo do držení Savojských a v roce 1366 do držení rodu Viry. Kolem hradu Mont-le-Vieux, který se nacházel na ostrohu nad Bugnaux, se vyvinulo malé tržní městečko. Poprvé se připomíná v roce 1179 a v roce 1475 jej spolu s hradem zničili konfederáti. Obec byla následně opuštěna a obyvatelé se většinou usadili v Bugnaux.
Po dobytí Vaudu Bernem v roce 1536 přešlo Essertines-sur-Rolle pod správu panství Morges, přičemž soudní pravomoc vykonávaly hrady Rolle a Mont-le-Vieux. V roce 1784 padla řada domů za oběť požáru. Po pádu Staré konfederace patřila obec v letech 1798–1803 v období helvétského soustátí ke kantonu Léman, který byl poté, když vstoupila v platnost Ústava o zprostředkování, sloučen s kantonem Vaud. V roce 1798 byla obec přiřazena k okresu Aubonne a v roce 1803 se stala součástí okresu Rolle. Snahám obyvatel Bugnaux a Châtelu v první polovině 19. století o vytvoření samostatné obce nebylo vyhověno.

## Obyvatelstvo
| Rok            | 1850 | 1900 | 1910 | 1930 | 1950 | 1960 | 1970 | 1980 | 1990 | 2000 |
| Počet obyvatel | 564  | 453  | 373  | 438  | 402  | 330  | 307  | 296  | 436  | 496  |

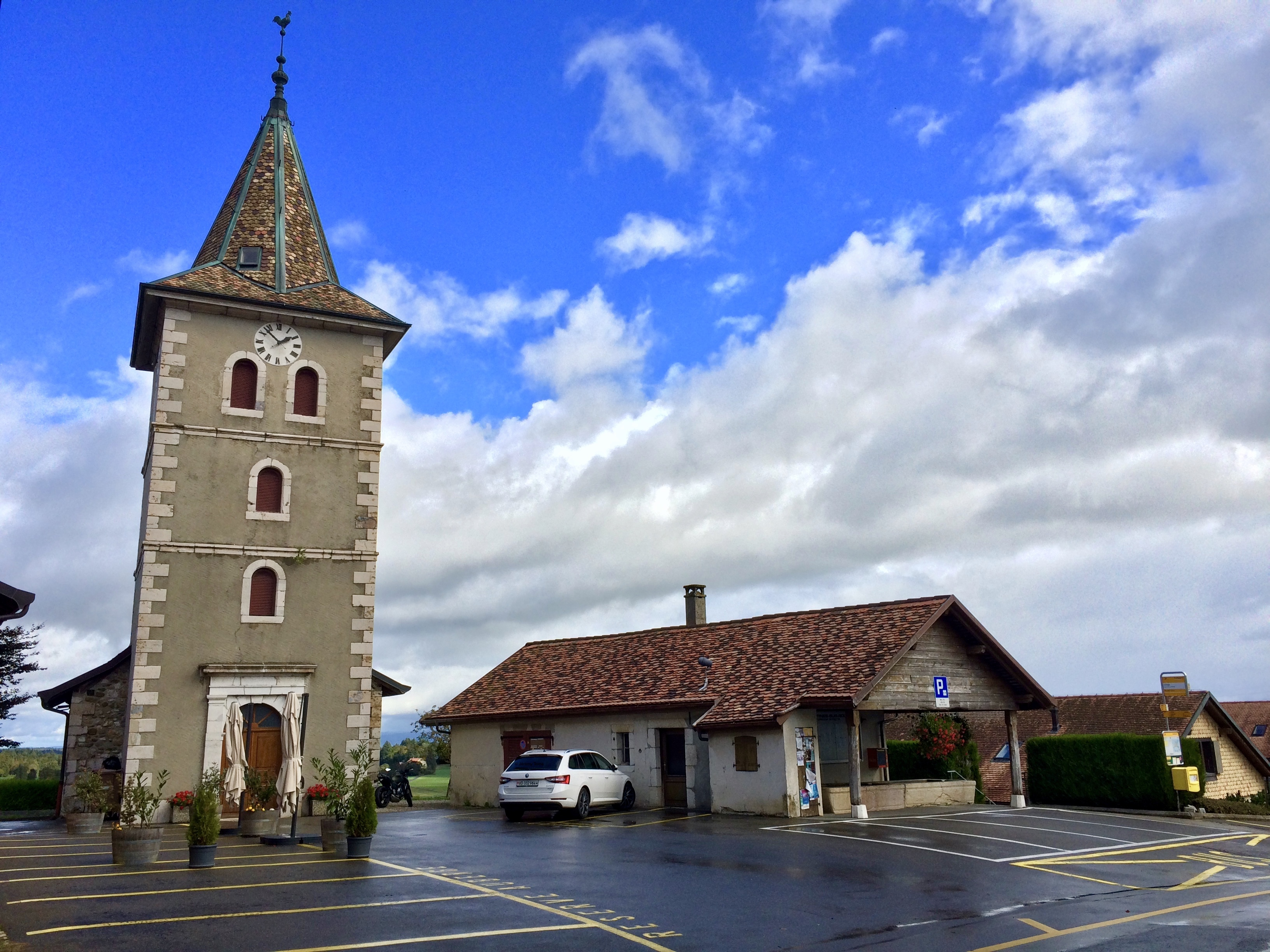
Centrum boce

Z celkového počtu obyvatel je 78,8 % francouzsky mluvících, 8,3 % německy a 5,7 % anglicky mluvících (k roku 2000). V roce 1850 žilo v Essertines-sur-Rolle celkem 564 obyvatel a v roce 1900 453 obyvatel. Po poklesu počtu obyvatel na 296 do roku 1980 nastal rychlý populační růst, kdy se počet obyvatel během 20 let téměř zdvojnásobil.

## Hospodářství
Až do druhé poloviny 20. století byla obec Essertines-sur-Rolle převážně zemědělskou obcí. Zemědělství hraje i dnes důležitou roli v obživě obyvatel. Na náhorní plošině se soustřeďuje na chov dobytka, mlékárenství a ornou půdu. Svah Côte pod vesničkou Bugnaux je po celé délce pokrytý vinnou révou. Další pracovní příležitosti jsou k dispozici v místních drobných podnicích a především v sektoru služeb. V posledních desetiletích se vesnice rozvinula v rezidenční obec. Mnoho zaměstnanců pracuje mimo domov a někteří dojíždějí až do měst Lausanne a Ženeva.

## Doprava
Obec se nachází mimo hlavní dopravní tepny. Do Essertines-sur-Rolle se lze dostat z dálničního křižovatky Rolle na dálnici A1 (Ženeva–Lausanne) která byla otevřena v roce 1964. Essertines-sur-Rolle je napojeno na síť veřejné dopravy prostřednictvím postbusové linky z Rolle do Gimelu.